# Tiger B. Smith

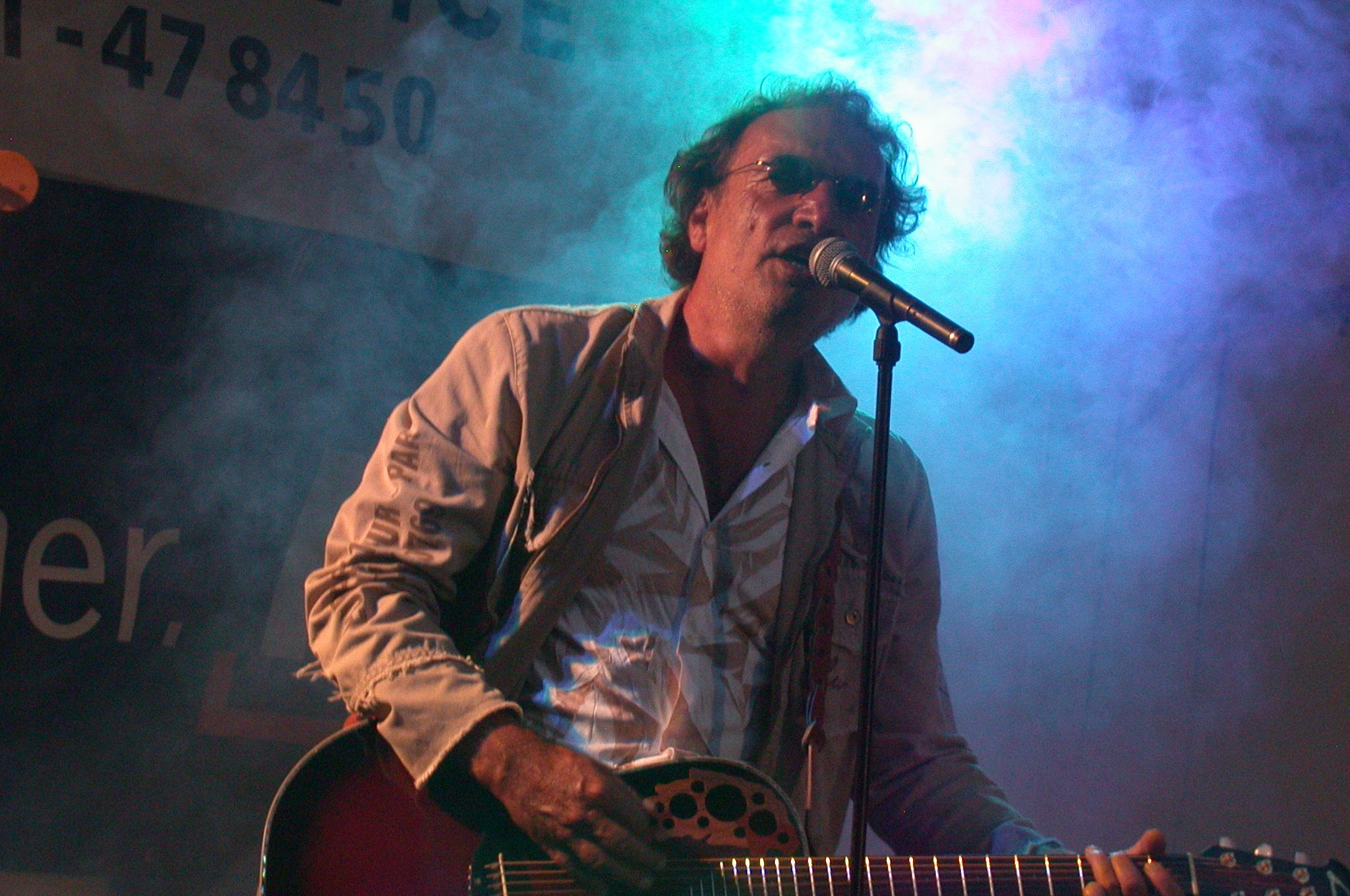
Tiger B. Smith (Holker Schmidt), 2009

Tiger B. Smith (* 21. August 1952 in Bad Camberg, Hessen als Holker Schmidt; † 20. Dezember 2016 in Hünstetten-Bechtheim, Hessen) war ein deutscher Rockmusiker und Frontmann der gleichnamigen Band aus Bad Camberg.

## Leben
Holker Schmidt gründete 1965 seine erste Gruppe Groove, der 1968 die Formation Whiteface folgte. 1969 baute er daraus die Gruppe Second Life auf und stellte sich danach mit der Idee des Bandnamens Tiger B. Smith  bei dem Frankfurter Plattenlabel Bellaphon Records vor. Nachdem er dem Produzenten einige der selbstgeschriebenen Songs auf seiner Westerngitarre vorgespielt hatte, bekam er einen Plattenvertrag.
1972 gründete Schmidt in Frankfurt am Main die Band Tiger B. Smith, die aus den Musikern Holker Schmidt (Gesang, Gitarre), Claus Meinhardt (Bass) und Karl-Heinz Traut (Schlagzeug) bestand. Ihr Musikstil setzte sich zusammen aus progressivem Fuzz/Bluesrock mit langen Instrumentalpassagen. Zeitgeschichtlich wird die Musik dem Genre des Krautrock zugeordnet.

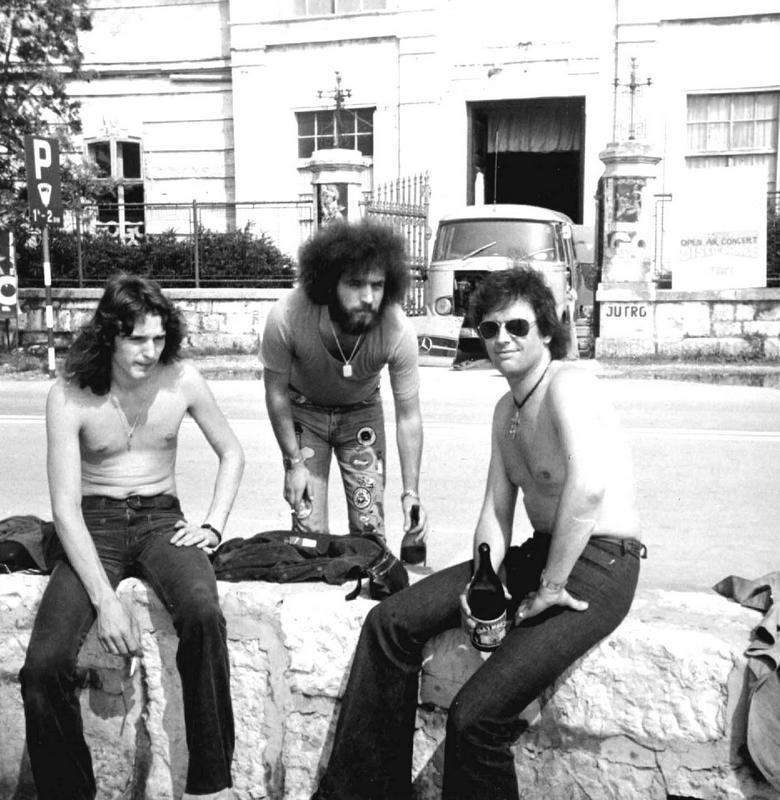
Jugoslawien Tournee (1973) v. l. n. r. Traut, Schmidt, Meinhardt

Darauf folgte 1972 das internationale Langspielplattendebüt der Band. Das Album Tiger Rock wurde veröffentlicht. Zwei Jahre später kam die LP We’re the Tiger Bunch auf den Markt. Die Band erlangte überregionale Bekanntheit und ging auf ausgedehnte Tourneen durch Deutschland und das europäische Ausland, spielte auf Festivals und bestritt Konzerte mit Gruppen wie Deep Purple, Scorpions und Suzi Quattro. Mit echtem Tiger an der Leine, trat Holker Schmidt im Fernsehen auf und die Rock-Formation bekam in der Musikjugendzeitschrift Bravo eine Doppelseite gewidmet. Die Tourneen im damaligen Jugoslawien waren ausverkauft und hatten ihren Höhepunkt vor über 10.000 Fans in der Hauptstadt Belgrad. Es folgten diverse Rundfunk-Interviews und Auftritte in TV-Sendungen. Der amerikanische Fernsehsender AFN sendete ein 45-minütiges Tiger Special. Im Südwestfunk wurde eine 45-minütige Tiger Dokumentation ausgestrahlt, mit Udo Lindenberg als Interviewpartner. Im ORF in Wien wurde ebenfalls eine 45-minütige Sendung über die Band produziert.
Im Jahr 1977 gründete Holker Schmidt mit dem Produzenten Axel Klopprogge die erste Deutsche Punkband Strassenjungs, bevor er Mitte der 1980er als Frontman der Band Tokyo verpflichtet wurde. Die von Holker Schmidt komponierte Single Fly Like An Eagle erreichte Platz 2 in den Radiocharts. Nach einem Jahr löste sich die Band Tokyo wieder auf und Schmidt eröffnete seine eigenen Tonstudios, unter dem Namen Woodland Studios, in denen von 1980 bis 2000 ca. 80 CDs produziert wurden. Unter anderem wurden dort die Remixes zur Single Lick It von 20 Fingers feat. Roula produziert.
Im Jahr 2001 kam es dann zur Neuauflage von Tiger B. Smith. Schmidt, Traut sowie Frank Esper am Bass und Horst Lakner an den Keyboards tourten vor allem durch Hessen. Im Jahr 2002 wurde die CD Mensch sein veröffentlicht, auf der erstmals deutschsprachige Texte zu hören waren. 2010 folgten die Christmas Rock Ballads eine Eigeninterpretation bekannter Weihnachts-Rock-Klassiker. Die Höhepunkte dieser Etappe waren das 35-jährige Tiger B. Smith Jubilee Konzert und der Auftritt auf dem Hessenfest 2010 in Berlin, zu dessen Gästen die Bundeskanzlerin Angela Merkel, Roland Koch und Michael Boddenberg zählten.
Holker Schmidt erlag am 20. Dezember 2016 im Alter von 64 Jahren einem Krebsleiden und wurde auf dem Friedhof in Hünstetten-Bechtheim, Hessen beigesetzt. Die Band löste sich daraufhin auf.

## Diskografie
- 1972: Tiger Rock – Vertigo Records
- 1974: We’re the Tiger Bunch – Bacillus Records, Bellaphon
- 1989: Rosita (United Forces) – Metal Enterprises
- 2001: Mensch sein – Woodland Records
- 2005: 35 Jahre-Jubilee Konzert – Woodland Records
- 2010: Christmas Rock Ballads – CMV